# MONDAYテレフォンリクエスト
『MONDAYテレフォンリクエスト』（マンデーテレフォンリクエスト）は、1989年4月から2006年3月まで大分放送運営のOBSラジオで放送されていたラジオ番組。
月曜夜に放送されていた音楽リクエスト番組。当初はリクエストの手段が電話のみであったが、時代の流れとともにFAXやメールでのリクエストも受け付けるようになった。番組のジングルは、ゲストの横山輝一が作成したものである。
番組の終了後、替わって『まんでいジュークボックス』がスタートした。

## 歴代パーソナリティ
- 黒田隆司
- 平野賢
- 工藤洋史
- 三重野勝己
- 吉田諭司
- 原きよ
- 工藤真由美
- 伊東真理
- 井口尚子